# ناحیه گراتن، میشیگان
ناحیه گراتن (به انگلیسی: Grattan Township) یک منطقهٔ مسکونی در ایالات متحده آمریکا است که در شهرستان کنت، میشیگان واقع شده‌است.
 ناحیه گراتن ۹۵٫۷ کیلومتر مربع مساحت و ۳٬۶۲۱ نفر جمعیت دارد و ۲۶۳ متر بالاتر از سطح دریا واقع شده‌است.